# Bhulbhule
Bhulbhule (en népalais : भुल्भुले) est un comité de développement villageois du Népal situé dans le district de Lamjung. Au recensement de 2011, il comptait 2 987 habitants.